# Estación de León
León es la principal estación ferroviaria de la ciudad española de León. Se construyó con carácter terminal y provisional para sustituir desde el 18 de marzo del 2011 a la histórica estación del Norte, clausurada al tráfico con motivo de las obras que supondrán el soterramiento de las vías férreas a su paso por León y San Andrés del Rabanedo. Finalmente la estación se ha ampliado y se ha construido un andén pasante subterráneo para permitir las circulaciones directas hacia Asturias y Galicia sin retrocesos y ampliar la Línea de alta velocidad Valladolid-Palencia-León hacia La Robla y de allí a Asturias por la nueva Variante de Pajares.
La estación está ubicada junto a la prolongación de la avenida Ordoño II y a escasos metros de la antigua estación.

## Situación ferroviaria
La estación, situada a 825 metros de altitud, forma parte del trazado de las siguientes líneas férreas:
- Línea férrea de ancho internacional Valladolid-León, punto kilométrico 345,4.
- Línea férrea de ancho ibérico Venta de Baños-Gijón, punto kilométrico 122,377.[1]
- Línea férrea de ancho ibérico León-La Coruña, punto kilométrico 122,377.[1]

Históricamente León estuvo relacionada con la línea Palencia-La Coruña, de la cual partía un ramal en dirección a Asturias.

## La estación
El complejo es moderno y funcional, abarca un total de 1273,6 metros cuadrados de superficie. Su configuración como estación terminal hace que tenga un andén cabecera y tres andenes más, dos laterales y uno central que nacen de ella. Los tres tienen longitudes diferentes: 190 metros el situado más al oeste, 485 metros el central y 236 metros para el último. A dichos andenes acceden cuatro vías, existen otras cuatro vías más de maniobras. El modelo de estación término ha provocado una sensible complicación del funcionamiento ferroviario de la estación respecto a la antigua estación pasante, obligando a maniobras de retroceso en los trenes pasantes y limitando el espacio de estacionamiento de composiciones de trenes con inicio o fin en León. Esta complicación se ve agravada por el servicio de la LAV Valladolid-León, en ancho internacional, que obliga a reservar vías para ambos anchos, limitando su funcionalidad de 4 vías de ancho ibérico a 2 vías de alta velocidad y 2 de ancho ibérico. En 2017 comenzó la construcción del nuevo túnel pasante para que los trenes no tengan que retroceder en la estación de fondo de saco construida. Dicho túnel entró en servicio el 21 de septiembre de 2021 bajo la antigua playa de vías de la estación histórica para eliminar el retroceso de los trenes con destino Asturias y Galicia, levantando en el mismo un nuevo andén subterráneo que permite aumentar la capacidad de circulación y dar fin a la situación terminal de la estación. Para ello también se ha ampliado el vestíbulo para poder dar servicio a este nuevo andén que cuenta con dos vías de ancho ibérico numeradas como 9 y 11, pudiéndose cambiar a ancho mixto mediante un tercer carril, que sirva tanto para trenes que circulan por ancho UIC como para el ancho ibérico.
El edificio de viajeros de la estación cuenta con un amplio vestíbulo, taquillas, zona de embarque, cafetería, aseos, una pequeña zona comercial y diversas dependencias administrativas y de servicio.  Diseñada por URBAQ arquitectos s.l. (Fernando Liébana Diez y Esther Llorente López). En el exterior existe un aparcamiento de pago y paradas de autobuses urbanos.

## Servicios ferroviarios

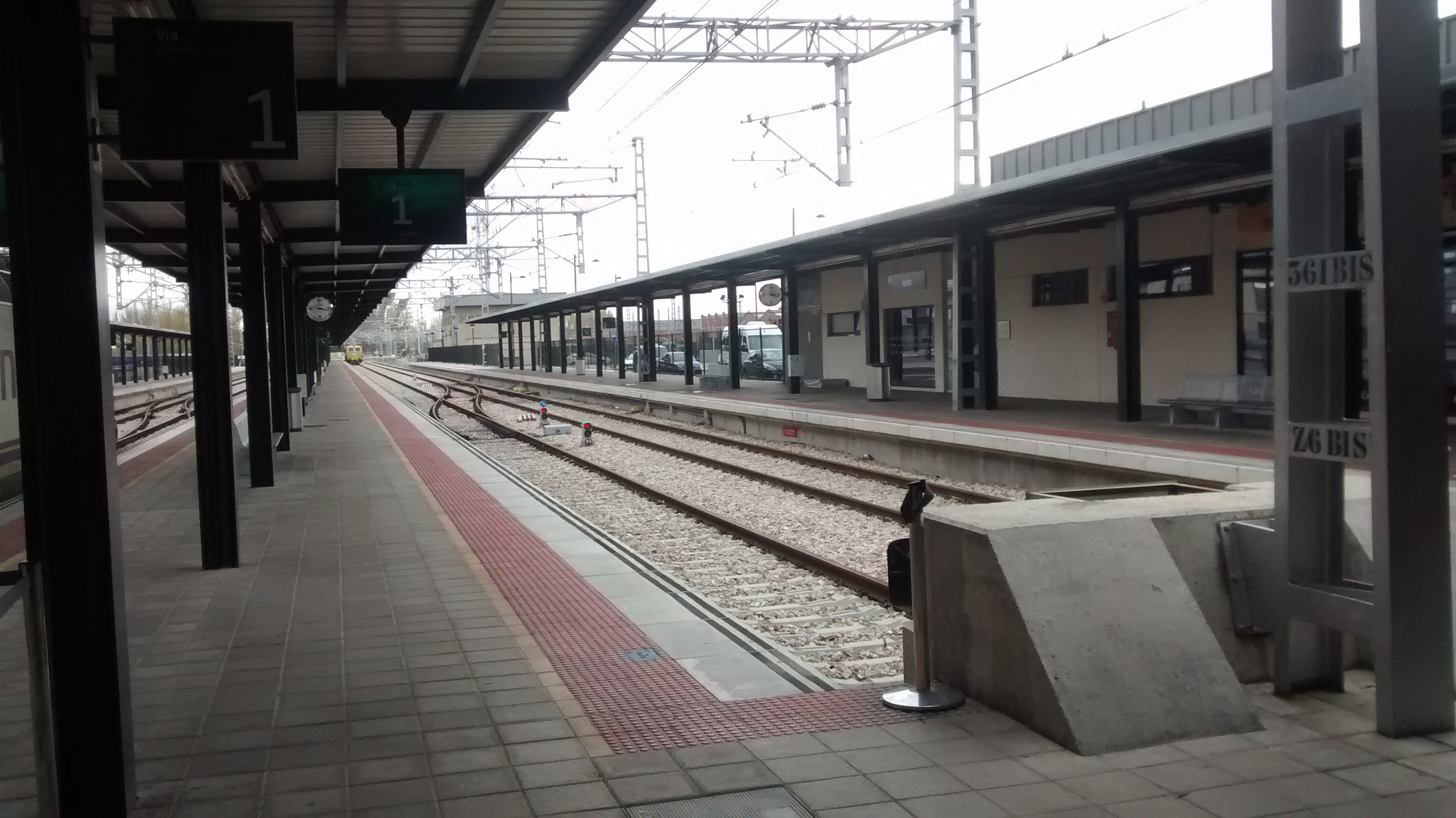
Los andenes superiores de la estación en 2014

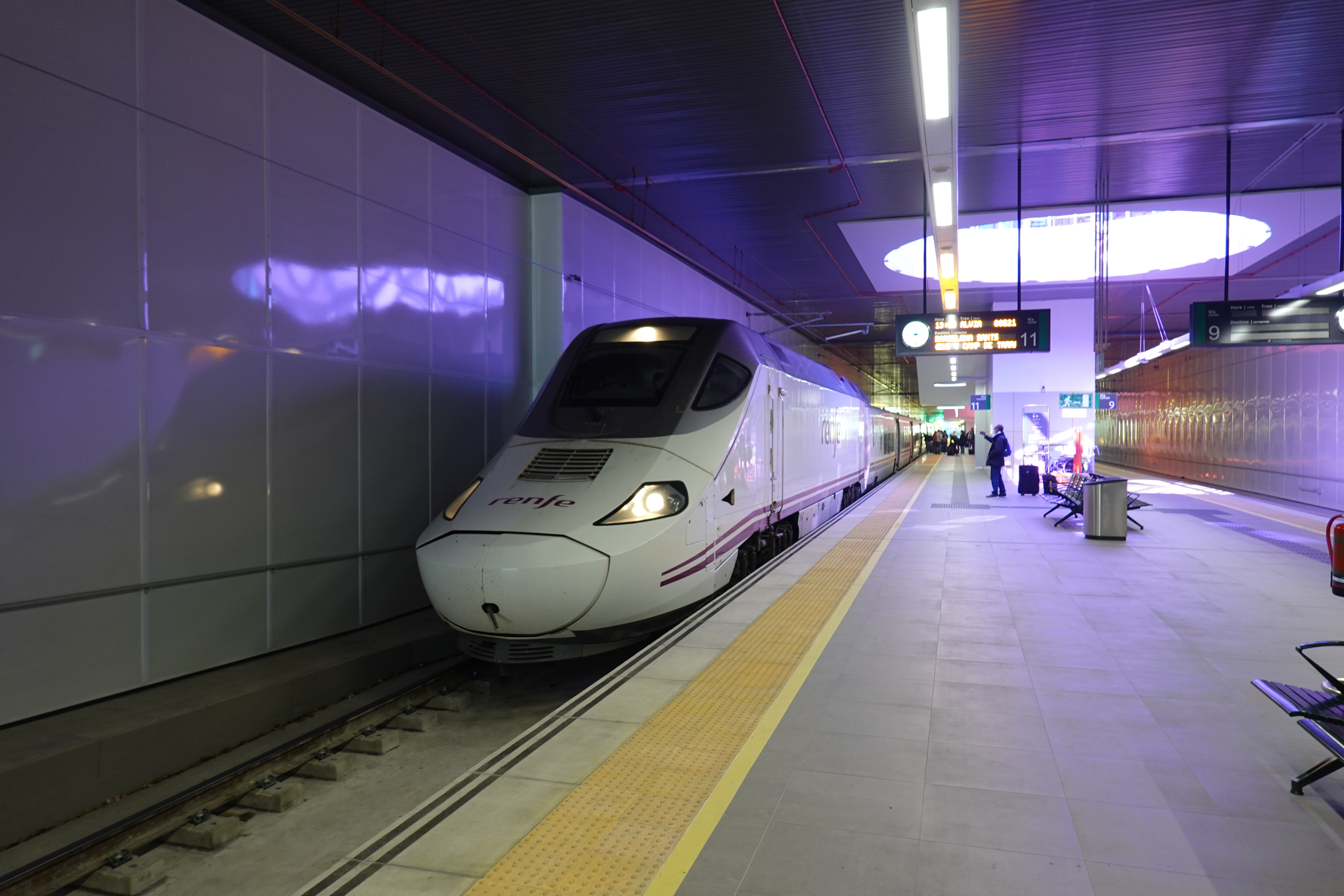
Tren Alvia en los andenes pasantes y subterráneos de la estación de León.

### Alta Velocidad y Larga Distancia
León cuenta con dos servicios AVE con origen y destino Madrid-Chamartín, con paradas en Palencia, Valladolid-Campo Grande y Segovia-Guiomar. El mejor tiempo entre León y Madrid-Chamartín es de 1 horas y 56 minutos. Desde el 13 de septiembre de 2022 circulan servicios AVE transversales entre León y Alicante en menos de cinco horas, atravesando el tercer túnel ferroviario de Madrid entre Atocha y Chamartín.
También los trenes Alvia con origen y destino Madrid y la Comunidad Valenciana circulan por la línea de alta velocidad entre León y Madrid-Chamartín, realizando el mejor tiempo en 2 horas y 15 minutos entre la capital leonesa y la madrileña. Además enlazan con Oviedo/Gijón, Barcelona, La Coruña, Vigo, Alicante y Vinaroz, aprovechando para ello la infraestructura de alta velocidad.
Además, León cuenta con servicios Intercity que la conectan con Madrid, Ponferrada, Irún, La Coruña, Bilbao y Vigo, complementando la oferta de los servicios AVE y Alvia.
El 2 de marzo de 2020 circuló por última vez el Intercity que incluía una rama directa a Bilbao, por lo que la única conexión directa con Bilbao es el correo de Media Distancia de la estación de Padre Isla. En caso de usar Intercity/Alvia, hay que transbordar en Miranda del Ebro.

### Media Distancia
León dispone de amplias conexiones de Media Distancia que permiten enlazar directamente con gran parte de Castilla y León, así como con Galicia, Asturias y Madrid. Para ello se emplean trenes MD, Regional y Regional Exprés.